# Viktorstjärnen, Lappland
Viktorstjärnen är en sjö i Jokkmokks kommun i Lappland och ingår i Piteälvens huvudavrinningsområde. Sjön har en area på 0,0628 kvadratkilometer och ligger 395,7 meter över havet.

## Delavrinningsområde
Viktorstjärnen ingår i det delavrinningsområde (733182-166559) som SMHI kallar för Ovan Tjärgetbäcken. Medelhöjden är 399 meter över havet och ytan är 46,62 kvadratkilometer. Räknas de 20 avrinningsområdena uppströms in blir den ackumulerade arean 498,31 kvadratkilometer. Varjisån som avvattnar avrinningsområdet har biflödesordning 2, vilket innebär att vattnet flödar genom totalt 2 vattendrag innan det når havet efter 142 kilometer. Avrinningsområdet består mestadels av skog (89 procent). Avrinningsområdet har 0,36 kvadratkilometer vattenytor vilket ger det en sjöprocent på 0,8 procent.